# Kontakto
A Kontakto kéthavonta megjelenő, főleg ifjúsági magazin országokról, népekről, kultúrákról, társadalomról és politikáról. Az Eszperantó Ifjúsági Világszervezet magazinja, körülbelül 90 országban olvasható. 1963-ban alakult, első szerkesztője Humphrey R. Tonkin volt, 2010 óta Rogener Pavinski.

## Története
A Kontakto első száma 1963-ban jelent meg, de egy "ingyenes fórum" és egy "autentikus folyóirat létrehozása érdekes témákban a fiatal eszperantisták számára" ötlete már 1962-ben megszületett. A szociológia és a humor jellemezte Humphrey R. Tonkin, az első felelős-szerkesztő munkáját. 1966-ban a német Stefan Maul vette át a szerkesztést (aki 14 év után, 1980-ban létrehozta a Monato magazint).
1968-ban a lengyel Roman Dobrzyński vette át a szerkesztőséget. Roman előnyben részesítette a kulturális témákat: irodalom, fényképészet, történelem, művészet.

## Együttműködők
A Kontakto szerzői és közreműködői a világ minden tájáról érkeznek, a szerkesztőség mindig szívesen fogadja a hozzájuk érkező, lehetőleg eredeti cikkek beérkezését. A szerzők a magazin ingyenes példányát kapják ajándékba.

## Vakoknak és gyengénlátóknak
Vakok és gyengénlátók ingyen kaphatnak előolvasott kiadást.

## Fordítás
- Ez a szócikk részben vagy egészben  a   Kontakto (revuo) című eszperantó Wikipédia-szócikk ezen változatának fordításán alapul.  Az eredeti cikk szerkesztőit annak laptörténete sorolja fel. Ez a jelzés csupán a megfogalmazás eredetét és a szerzői jogokat jelzi, nem szolgál a cikkben szereplő információk forrásmegjelöléseként.

## Forrás
- "Kelkaj demandoj al Rogener Pavinski", Esperanto, n-ro 1356 (4) aprilo 2021, pp. 75-76.